# Johann Andreas Lucius

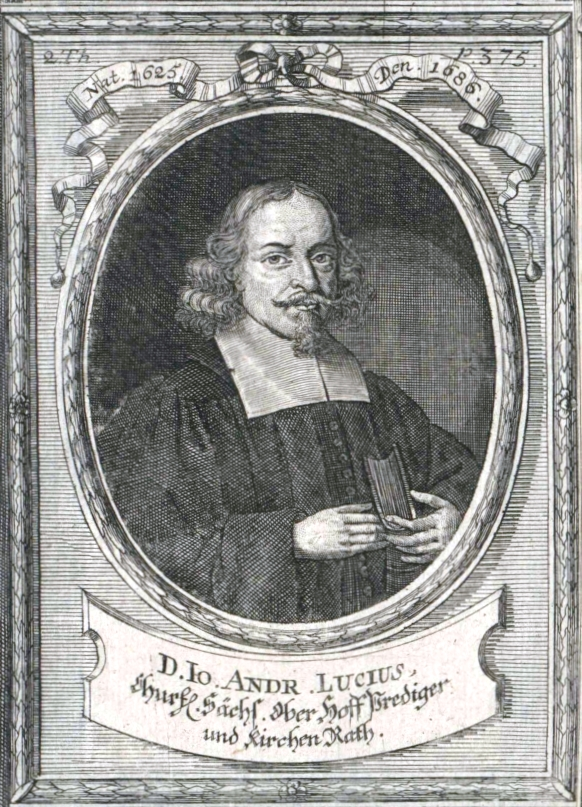
Johann Andreas Lucius

Johann Andreas Lucius (* 19. Oktober 1625 in Dresden; † 17. Januar 1686 ebenda) war ein deutscher lutherischer Theologe.

## Leben
Lucius war ein Sohn des Diakons an der Kreuzkirche und späteren Pfarrers an der St. Annenkirche Johann Lucius (* 5. Juli 1590 in Schönewalde; † 2. März 1652 in Dresden) und seiner Frau Anna Schwarz († 16. Februar 1630 in Dresden), einer Tochter des kurfürstlich sächsischen Landbaumeisters und Landmühlenvoigts Andreas Schwartz. Er besuchte die Kreuzschule in Dresden und ließ sich gemeinsam mit seinem Bruder Christian am 16. September 1644 in die Matrikel der Universität Wittenberg einschreiben. Durch ein Ratsstipendium unterstützt, nahm er am 16. April 1645 sein Studium auf. Nach anfänglichen philosophischen Studien bei Johannes Scharff, Johann Sperling und Konstantin Ziegra erwarb sich Lucius am 14. Oktober 1647 den akademischen Grad eines Magisters der philosophischen Wissenschaften und hielt ab 1647 als Privatdozent Vorlesungen. Dazu erwarb er sich am 13. August 1648 seinen Magister Legens, die Vorleseerlaubnis für Hochschulen. Bereits am 25. Oktober 1647 hielt er seine erste Predigt an der Wittenberger Schlosskirche; er war zu jener Zeit also bereits Student der Theologie. Seine theologischen Lehrer waren Jakob Martini, Paul Röber, Wilhelm Leyser I., Johann Hülsemann, Johann Meisner und Abraham Calov. In seiner Wittenberger Zeit schloss er unter anderem zu Johann Andreas Quenstedt eine lang anhaltende Freundschaft und wurde ein geschätzter Dozent.
Am 2. März 1652 starb sein Vater. Als Lucius zur Beerdigung in Dresden war, bewog Aegidius Strauch I. ihn dazu, sich um die Stelle seines Vaters zu bewerben. Lucius stellte seine Hochschulambitionen ein, absolvierte am 30. April in Dresden seine Probepredigt und wurde am 8. Mai als Diakon an der Kreuzkirche bestätigt. Nach dem Ablauf des Gnadenhalbjahres seiner Mutter trat Lucius am 11. September sein Amt an und war damit in 4. Generation als Prediger an der Kreuzkirche tätig. In seiner Wirkungszeit als Diakon hielt er über 700 Predigten.
1659 wurde er zum Hofprediger am kursächsischen Hof berufen, stieg 1674 zum ersten Hofprediger auf und übernahm 1678 die Superintendentur in Dresden, die mit der Stelle eines Oberkonsistorialrats verbunden war. Daraufhin begab er sich wieder nach Wittenberg, um sich die akademischen Grade zur Ausübung dieser Ämter zu erwerben. So promovierte er am 30. November 1677 zum Lizentiaten der Theologie und am 4. Dezember 1677 zum Doktor der Theologie. Nach dem Tod von Martin Geier übernahm er 1681 die Stelle des Oberhofpredigers, wurde damit Beichtvater der kurfürstlich-sächsischen Familie und Kirchenrat.
Theologisch ist Lucius ein typischer Vertreter der lutherischen Orthodoxie, für den die Bibel ein durchaus einheitliches Werk darstellt. Dennoch trat er nicht als großer Streittheologe in Erscheinung. Für ihn war die katholische Kirche der Grund allen Übels, da sie den Irrlehren des Papstes folgte. So lehnte er auch den Calvinismus und Sozinianismus als Irrlehren ab. Er blieb jedoch immer sachlich, da er ein Mann des Friedens war. Er berief sich einzig auf die Wahrheit der Bibel. Eine Betrachtung der Bibel unter literarischen, geschichtlichen, naturwissenschaftlichen Gesichtspunkten lag auch Lucius völlig fern.

## Familie
Lucius war zweimal verheiratet.
- Seine erste Ehe schloss er in Dresden am 9. November 1652 mit Maria Salome Ayrer (* 28. Januar 1631 in Dresden; † 26. April 1662 ebenda), der Tochter des Rats und Juweliers in Dresden Michael Ayrer und dessen dritter Frau Maria Zinke. Aus dieser Ehe stammen ein Sohn und fünf Töchter. Bekannt sind:
  - Johann Christoph Lucius († im Alter von 35 Wochen)
  - Johanna Dorothea Lucius (* 1. Oktober 1653 in Dresden; † 20. Juli 1670 ebenda).
  - Anna Maria, verh. 22. August 1693 in Dresden mit dem Pfarrer und Superintendenten in Leisnig Paul Friedrich Sperling
  - Maria Salome Lucius, verh. 20. Januar 1679 in Dresden mit dem Juristen Christian Wiegner
  - Magdalena Sophia Lucius, verh. mit Johann Georg Hahn
  - Christine Elisabeth Lucius, verh. mit Oberwildmeister in Siebenlehn Ernst Günther
- In zweiter Ehe verheiratete er sich am 16. Juni 1663 mit Johanna Charitas Griebe (verw. Hartmann; * 21. September 1635 in Freiberg; † 16. September 1680 in Dresden), der Tochter des Kriegszahlmeisters auf Lagenau, Georg Gotthelf Griebe (* 9. September 1608 in Freiberg; † 12. Juni 1670 in Dresden). Aus dieser Ehe kennt man die Kinder:
  - Johann Christian Lucius (* 1664; † 7 Wochen alt)
  - Johanna Charitas Lucius (* 1666; † 3 Wochen alt)
  - Johann Georg Lucius (1668–1732), 1684–1690 St. Afra Meißen, Dr. med., verh. 1700 mit Johanna Maria Gumbrecht, Tochter des Dresdner Ratsherrn Johann Christoph Gumbrecht
  - Johann Friedrich Lucius, immatr. Universität Wittenberg am 6. Juli 1696 als Magister, verh. 25. Oktober 1702 in Dresden mit Sophia Eleonora Zimmermann, Tochter des geheimen Ratssekretärs Johann Georg Zimmermann
  - Dorothea Sophia Lucius, verh. 1701 mit dem Hofjuwelier Gottfried Döring
  - Anna Barbara Lucius, verh. 1698 mit dem Pfarrer von Siebenlehn und Branderbisdorf Balthasar Müller (* 1664 in Lüsse; † 1720 Branderbisdorf)

## Werke (Auswahl)
- Disp. de causa efficiente. Wittenberg 1647.
- Disp. de formis subordinatis et accidentariis, d. 22. Aug. 1648. Wittenberg 1648.
- Disp. de aere. und Disp. de aqua. Wittenberg 1650.
- Exercitatio polit. de successione. Wittenberg 1651 (reader.digitale-sammlungen.de).
- Evangelischer Kirchen Leid/ Heil und Freud: Aus dem 49. Cap. Esaiae vers. 7. 8. 9. 10. 11. 12. 13. …. Dresden 1655 (125:010192Q im VD 17.).
- Trauriger Charfreitag und fröhlicher Ostertag christl. Aeltern bei dem Abschied ihrer Kinder, aus Baruch IV. 20. 21. 24 Bei der Beerdigung zweier Söhne Anton Menckens. Dresden 1657.
- Des grösten und besten Schreibers Des Heiligen Geistes Allerkräfftigste Trost-Schrifft/ Aus dem 119. … Leichbestattuug Des … Herrn Valentin Meyers/ Churfürstl. Durchl. zu Sachsen/ … . Dresden 1658.
- Die sichere Ruhe gläubiger Christen allezeit in Friede zu wachen und zu schlafen, zu leben und zu sterben, aus Joh. III. 16. Dresden 1659 (Leichenpredigt).
- Seliger Außgang der Gläubigen/ aus dem Egypten dieser Welt/ durch das rothe Meer des Blutes Christi/ in das Himmlische Canaan/ … Leich-Begängnüs Der … Agnes/ von Ponickau/ gebohrnen Wehsin/ Frauen auff Polentz/ OberOttendorff und Weißig/ Des … Johanns von Ponickau/ auff Pombsen … zu Sachsen … Raths/ ReichsPfennig Meisters/ und Hauptmans der Aembter Leipzig und Grimma … Witben. …. Dresden 1659 (Leichenpredigt auf Agnes von Ponickau).
- Leichenpredigt auf Sophia Butschkin, aus 2. Tim. IV. 7. 8. Dresden 1660.
- Geistlicher Ritter und Streiter Jesu Christi/ Aus der 2. Epistel an Timoth. cap. 4. v. 7. 8. Bey Christ- und Hoch-Adelicher Leich-Bestattung/ Deß … Herrn Wolff Henrichs von Spor/ uff Röhrsdorff und Wittnitz … wohlbestalten Cammer-Junckers und Hoff-Rittmeisters/ sel.: Welcher am 29. Martii … in Dreßden … entschlaffen/ und den 18. Aprilis … in der Kirchen zu S. Sophien/ zu seinem Ruhekämmerlein gebracht worden. Dresden 1661 (Leichenpredigt auf Wolf Heinrich Spor, 39:103805D im VD 17.).
- Dreifaches Gut wieder dreifaches Uebel, aus Ps. 25. v. 16–18. Dresden 1662 (Leichenpredigt auf Sebastian Hildebrand von Metsch).
- Christlicher Ehe-Frauen Groeste Muehe/ beste Zierde/ und hoechste Ehre … Aus der I. an Timoth. Cap. 2. vers. 15. Bey … Leichbestattung Der … Magdalenen Elisabeth von Miltitzin/ gebohrnen Doelauin/ Und dero beyden Soehnlein/ Johann Friedrichs und Carl Sigismund von Miltitz/ Des … Johann Sigismund von Miltitz/ Chur- und Hoch-Fuerstl. Durchleuchtigkeiten zu Sachsen ec. wohlbestalten Cammer-Junckers … Hauß-Ehren und Kindern/ … beygesetzet worden. Dresden 1662 (Leichenpredigt auf Magdalena Elisabeth von Miltitz, 125:034767Q im VD 17.).
- Die unvergleichliche Medicin des him[m]lischen Artztes/ Christi Jesu/ Aus denen Worten des Buchs der Weißheit cap. 16. v. 12. … Leichbestattung Des … Andreas Ganzlandes/ der Artzney vornehmen und weitberühmten Doctoris, und Churfürstl. Durchl. zu Sachsen/ …. Dresden 1663 (Leichenpredigt auf Andreas Ganzland, 39:109867K im VD 17.).
- Herrlicher Sieg Der Wagen und Reuter Israel/ und aller guten Streiter Jesu Christi: Aus denen Worten S. Pauli/ Röm. 12. vers. 21. … Leichbegängniß Des … Herrn Jacob Wellers/ Von Molßdorff auff Karsdorff/ …. Lüneburg 1664 (Leichenpredigt auf Jacob Weller, 39:106343A im VD 17.).
- Das Göttliche Vater- und Mannes-Recht gegen die Gläubigen: Aus dem 7. und 8. Vers des 16. Cap. Ezechielis/ … Beerdigung Der weiland Edlen/ Hoch-Ehren- und Tugendreichen Frauen Marien Euphrosynen Butschkin/ gebohrnen Voigtin/ Des Edlen/ Vesten und Hochgeachten Herrn Johann George Butschky/ Churf. Durchl. zu Sachsen hertzgeliebten Gemahlin …. Dresden 1665 (gdz.sub.uni-goettingen.de, Maria Euphrosina Butschky).
- Gott der Gläubigen Son[n] und Schild: Aus dem 12. und 13. Vers. des 84. Psalmens/ … Leich-Begängnüß/ Des … Sebastian Hildebrand Metschens/ auf Wildenau … Chur-Fürstl. Durchl. zu Sachsen … Cammer-Herrns …. Dresden 1667 (Leichenpredigt auf Sebastian Hildebrand Metsch. 14:013273C im VD 17.).
- Der ungefärbte Glaube Einer Gottseligen Mutter und Groß-Mutter: An Der Edlen … Frauen Rosinen/ gebohrnen Hanitschin/ Des … Herrn Leonhard Köppels/ Weitberühmten ICti, und Churfürstl. Durchl. zu Sachsen damals ältesten Apellation- und Ober-Consistorial-Rathes/ Seel. nachgelassener Witben/ …. Dresden 1668 (gdz.sub.uni-goettingen.de, Leichenpredigt auf Rosine Köppel).
- Des armseligen Knechtes Bittwort und des allegnädigsten Königs Jawort, aus dem Gespräch des spät bekehrenden Uebeltäters und höchst bewährten Wohltäters I. C. aus Luc. 23. Dresden 1669.
- Die Offenbahrung des heiligen Apostels und Evangelistens Johannis: … in zweyhundert Predigten. Dresden 1670 (reader.digitale-sammlungen.de).
- Gottliebender Seelen Selige Sterbens-Lust/ Aus den Worten S. Pauli-Philipp 1. v. 23. Ich habe Lust/ abzuscheide[n] und bey Christo zu seyn: Als Der … wohlaufgewachsene Jüngling Johannes Gottfried Meyer/ Des … Herrn Valentin Meyers/ Vornehmen Handels-Manns … Seligen Hinterlassener vielgeliebter Sohn/ …. Dresden 1673 (gdz.sub.uni-goettingen.de, Leichenpredigt Johannes Gottfried Meyer).
- Der gerechten meistentheils frühzeitiger und für der Welt gering geachteter, jedoch für Gott werthgeachteter Tod aus Jes. 57. 1. 2. Dresden 1675 (Leichenpredigt auf Johann Fincke).
- Leichenpredigt auf Johanna Dorothea von Götz. Dresden 1676.
- Disp. theol. sol.œde luce ministeriali: ex Matth. V. v. 14. Wittenberg 1677 (reader.digitale-sammlungen.de).
- Das aus den Jüden Kommende Heil: In einem kurtzen Sermon aus den Worten Jesu Joh. 4. vers. 22. Bey der Tauffe eines bekehrten Judens/ der zuvor Benjamin Jacob geheissen/ nunmehr aber Christian Gottlob ist genennet worden. Dresden 1678 (Taufpredigt, 39:107695U im VD 17.).
- Heilsame Trauer- und Todes-Gedancken : Bey dem Christlichen und Volckreichen Begängnüß Des [...] Herrn Caspar Albhards/ Beyder Rechten Doctoris [...] Welcher am 24. May dieses 1678sten Jahres/ im 43sten Jahre seines Alters/ seelig verschiede/ das Leich-Begängnüß aber am 20. Junii drauff [...] gehalten worden/ Auß Psal. 80. v. 19. 20. [...] betrachtet. Dresden 1678 (Leichenpredigt auf den Juristen Caspar Albhard).
- Selige Todesnacht frommer Christen. Aus Ps. 56. 13. 14. Dresden 1679 (Leichenpredigt auf den Bürgermeister Paul Zinck).
- Lux Onomasteriorum novos primum insecuta honores Viri … Dni. Johannis Andreae Lucii … Itemque Ecclesiae Pastoris Et Vicinarum Superintendentis Celeberrimi, Dni. Patroni, Promotoris Affinisq[ue] aestumatissimi XXIV. Iunii Die Johannis. Freiberg 1680 (14:001521K im VD 17.).
- Das seelige Erkäntnüß und Bekäntnüß JEsu Christi: Welches nach Anleitung der Worte St. Pauli/ Röm. 10/ 9. 10. … In ihrem Hertzen und Munde geführet Die Wohl-Edle/ Hoch-Ehren- und Tugend-reiche Frau Regina Köppelin/ gebohrne Lindemannin/ auff Klipphausen/ Des Weiland WohlEdlen/ Vesten und Hochgelehrten Herrn Johann Ludwig Köppels/ auff Klipphausen/ Weitberühmten ICti, Churfl. Durchl. zu Sachsen/ hochverordneten Ober-Consistorial- auch zu denen Jülichischen Sachen wohlbestellten Raths seel. Nachgebliebene Frau Wittbe/ …. Dresden 1681 (Leichenpredigt auf Regina Köppel).
- Des gottseligen Königes Josaphat Gesegnete Regierung/ oder Christliche Land-Tags-Predigt/ Aus dem ander Buch der Chronica/ cap. 17. vers. 3. 4. 5. 6. … Als Der … Herr Johann Georg der Dritte/ Hertzog zu Sachsen … Seine getreue Land-Stände in Dero Residentz und Haupt-Vestung-Stadt Dreßden verschrieben. Dresden 1681, (39:136561U im VD 17.).